# غويندولين زيبيدا
غويندولين زيبيدا (بالإنجليزية: Gwendolyn Zepeda)‏ (27 ديسمبر 1971)؛ روائية أمريكية.